# Lecanostictopsis eucalypti
Lecanostictopsis eucalypti är en svampart som beskrevs av Crous 1998. Lecanostictopsis eucalypti ingår i släktet Lecanostictopsis, divisionen sporsäcksvampar och riket svampar.   Inga underarter finns listade i Catalogue of Life.